# Quý tộc Tây Ban Nha

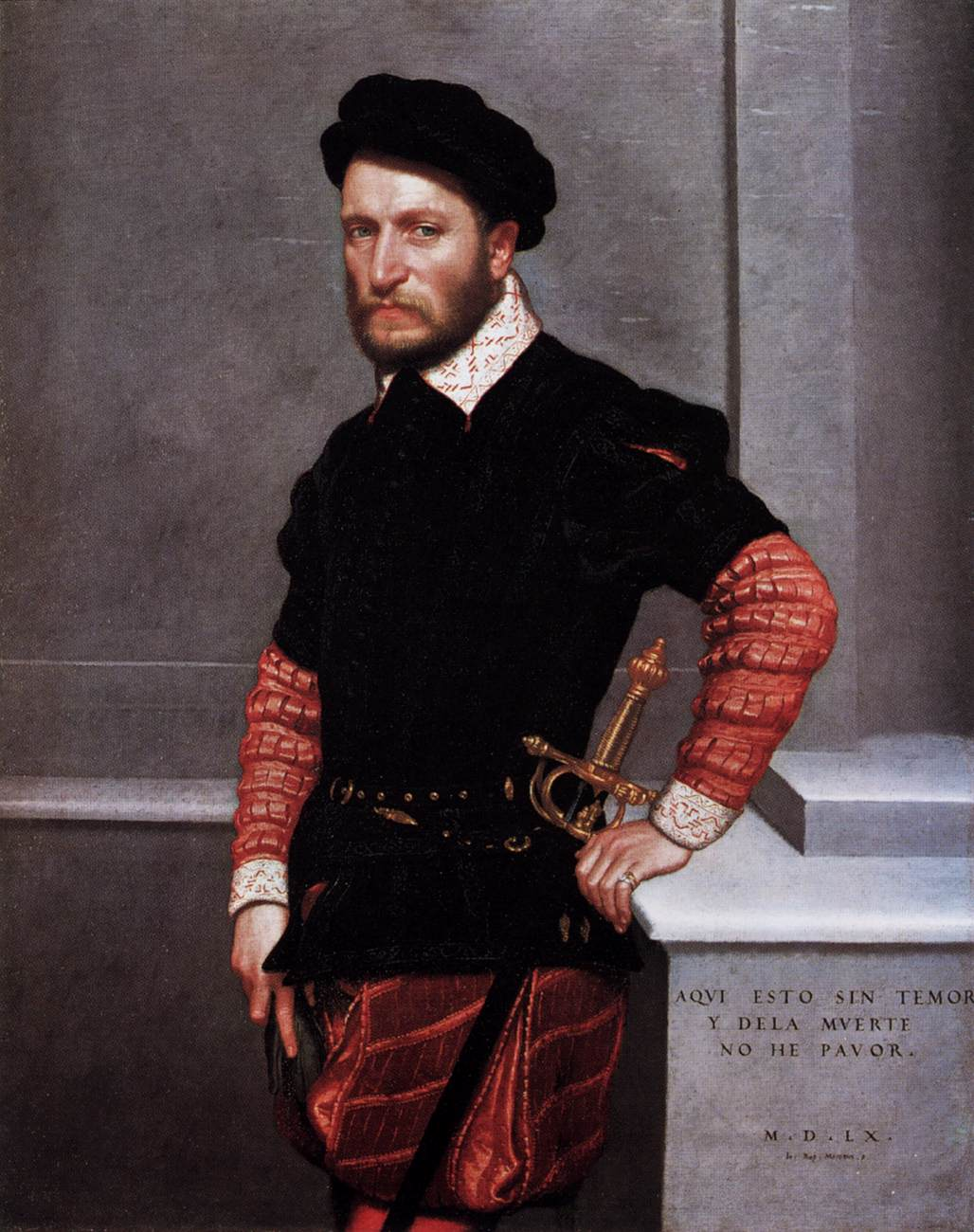
Chân dung của một quý tộc Tây Ban Nha, Công tước thứ 5 xứ Alburquerque, Grandee Tây Ban Nha, ở giai đoạn đỉnh cao của Đế quốc Tây Ban Nha, 1560

Quý tộc Tây Ban Nha (tiếng Tây Ban Nha: Nobiliarios de España) là những người sở hữu danh hiệu quý tộc được Bộ Tư pháp Tây Ban Nha xác nhận, cũng như những cá nhân được bổ nhiệm vào một trong ba cấp bậc hiệp sĩ cao nhất của vương quốc, bao gồm: Huân chương Lông cừu vàng, Huân chương Carlos III và Huân chương Công giáo Isabel. Một số quý tộc sở hữu nhiều tước hiệu khác nhau có thể được thừa kế hoặc không, nhưng việc tạo ra và công nhận các tước hiệu về mặt pháp lý là đặc quyền của Vua Tây Ban Nha.
Nhiều tước hiệu và gia đình cao quý vẫn tồn tại đã truyền lại tước vị đó từ xa xưa. Một số gia đình quý tộc sử dụng trợ từ "de" cao quý trước tên gia đình của họ, mặc dù điều này nổi bật hơn trước thế kỷ XX. Trong thời kỳ cai trị của Generalísimo Francisco Franco, một số tước hiệu cha truyền con nối mới đã được phong cho các cá nhân và các tước hiệu do những người tuyên bố ngai vàng của Castilla phong đã chính thức được công nhận.
Bất chấp việc Juan Carlos I lên ngôi Tây Ban Nha vào năm 1975 và phục vị Vương tộc Bourbon. Triều đình hoàng gia gồm các quý tộc nắm giữ các chức vụ và chức vụ trực thuộc Gia đình Hoàng gia vẫn chưa được khôi phục. Những người có quyền sở hữu tước hiệu quý tộc phải chịu thuế, trong khi dưới thời Ancien Régime của Tây Ban Nha (cho đến năm 1923) họ được miễn thuế. Vua Juan Carlos tiếp tục phong tước hiệu cho các công dân có thành tích trong các hoạt động công ích, nỗ lực nghệ thuật, thành tích cá nhân, hoạt động từ thiện, v.v. được coi là đã mang lại lợi ích cho đất nước Tây Ban Nha.
Các quý tộc ở Tây Ban Nha được phân cấp tước hiệu tương tự như Quý tộc Anh, Hà Lan, Thụy Điển, Bỉ hiện nay, hay giới quý tộc trước đây ở Đức, Ý, Bồ Đào Nha, gồm 5 cấp bậc chính thức: Công tước, Hầu tước, Bá tước, Tử tước và Nam tước, ngoài ra, ở Tây Ban Nha còn có thêm 2 bậc xếp dưới Nam tước, đó là señor và Hidalgo. Các triều đại Tây Ban Nha còn công nhận một tầng lớp cao quý khác là quý tộc, họ gồm những gia tộc giàu có với sức ảnh hưởng lâu đời, những người này được gọi là quý tộc không tước phong.
Những quý tộc cao cấp nhất ở Tây Ban Nha được đính kèm tước hiệu Grandee (tiếng Tây Ban Nha: Grande de España), tính đến năm 2018, chỉ có 417 trên 2.942 tước hiệu ở Tây Ban Nha được gắn với Grandee.